# Aigle de Silésie
L'Aigle de Silésie (en allemand, Schleischer Adler) était une décoration militaire de la République de Weimar, attribuée aux soldats ayant combattu dans les Freikorps lors des insurrections de Silésie.

## Historique
Instituée le 19 juin 1919 par le Generalleutnant Friedrich von Friedeburg, commandant du VI. Armee-Korps, l'Aigle de Silésie est décliné en 2 classes : la 2e classe après 3 mois de service et la 1re classe après 6 moins de service.
À partir de 1921, elle peut être ornée avec des feuilles de chêne, des glaives ou les deux.
Cette médaille, reconnue le 15 mai 1934 comme décoration officielle sous sa forme de 1919, est l'une des quelques récompenses des Freikorps qui était autorisée à être portée sur l'uniforme du Troisième Reich, après l'interdiction de 1935 pour les médailles non officielles.
Cependant, les épées ou les feuilles de chêne, indiquant une bravoure supplémentaires mais absentes en 1919, étaient interdites. En dépit des interdictions, de nombreux anciens combattants ont continué de les porter pendant leur service militaire actif sous le Troisième Reich,.

## Classification
- 2e classe
- 2e classe avec feuilles de chêne
- 2e classe avec glaives
- 2e classe avec feuilles de chêne et glaives
- 1re classe
- 1re classe avec feuilles de chêne
- 1re classe avec glaives
- 1re classe avec feuilles de chêne et glaives